# Bom MK-81
Bom MK 81 là loại bom phá, có khối lượng 250 pound (113 kg). Nó là loại nhỏ nhất trong loạt bom nổ phá, ký hiệu MK80. Trong lịch sử phát triển của Quân đội Hoa Kỳ khoảng thập niên 1950, nó được sử dụng lần đầu tiên trong Chiến tranh Việt Nam. bom MK 81 thuộc loại bom mẫu mới tương đối phát triển có hình dạng kết cấu làm giảm lực cản không khí nên có khả năng thả từ độ cao thấp hơn so với các mẫu trước đây. Bom có vỏ bằng thép, bên trong chứa 44 kg thuốc nổ H6, thuốc nổ TNT hoặc thuốc nổ tritonal.
Về cấu tạo: thân bom có hình dáng thuôn, phía đầu nắp ngòi nổ, phía đáy có bộ phận ổn định là ống hình nón cụt trên có gắn các cánh ổn định. Các vạch màu vàng trên thân bom, ở phía đầu của bom chỉ thị cho thuốc nổ nhồi trong bom là thuốc nổ mạnh, tùy theo số vạch màu vàng để biết loại thuốc nổ nhồi trong bom là TNT, H6, hay tritonal. Trên thân bom có 2 móc treo để móc bom vào máy bay. Bom sử dụng ngòi đầu và ngòi đáy. Ở giữa thân bom có các hốc nối hai ống cáp bằng thép tới đầu và đáy của bom, các ống này chỉ có tác dụng khi bom lắp ngòi nổ điện, khi đó các cáp này sẽ là đường truyền điện từ máy bay tới ngòi nổ để mở bảo hiểm cho bom.
Một số loại ngòi nổ dùng cho bom MK-81: M904, M905, M906

## Các dạng khác
- Mk 81 Snakeye làm tăng khả năng thả bom ở cư ly thấp, cho phép máy bay ném bom bay với vận tốc nhỏ.
- GBU-29 JDAM, một dạng bom sử dụng điều khiển làm tăng độ chính xác khi thả bom.